# Robert Feke
Robert Feke (vers 1705/1707–1750) était un peintre américain né à Long Island, New York. On sait peu de choses sur sa vie avant 1741, année de son premier portrait intitulé Family of Isaac Royall. On connaît 16 portraits de Feke et 50 lui sont attribués de façon incertaine. Ses œuvres sont connues pour leur sobriété, leur uniformité, leurs riches couleurs. Feke travailla à Boston dont il peignit les marchands et les propriétaires entre 1741 et 1750, date de sa disparition. Il fut influencé par le peintre britannique John Wollaston.